# Fête-Dieu de Valence

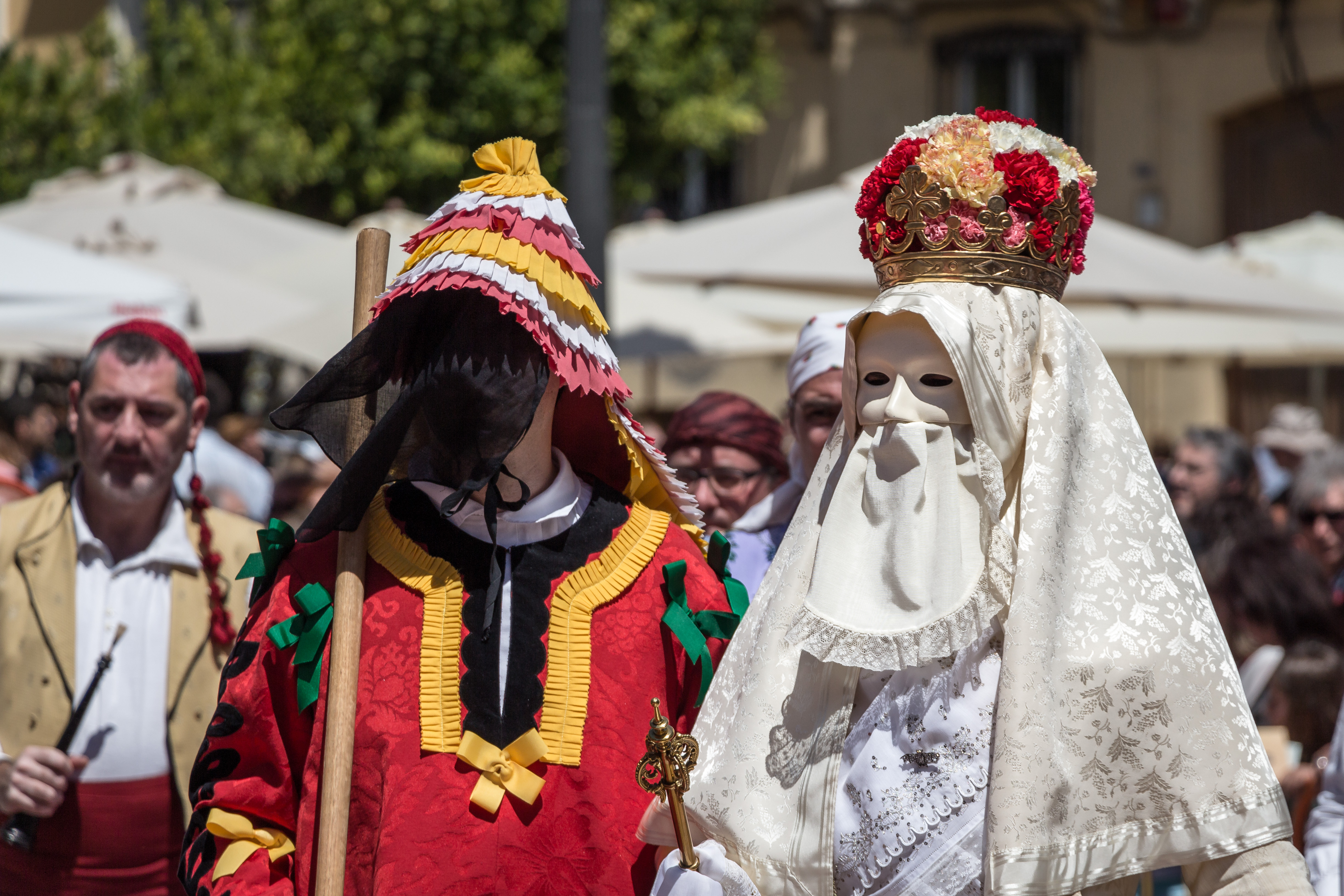
Cavalcada del Convit lors de la fête du Corpus du 29 5 2016.

La fête-Dieu ou fête du Corpus Christi de Valence (en catalan : Festa del Corpus Christi de València, souvent abrégé en Festa del Corpus) est une célébration à caractère religieux et civique qui a lieu chaque année dans le centre de la ville de Valence, en Espagne, qui est l'occasion de commémorations ayant pour principal objet la vénération du sacrement de l'Eucharistie. Le calendrier liturgique la situe au premier jeudi 8 jours après Pentecôte, mais étant donné que ce n'est plus un jour férié, la Conférence épiscopale espagnole a reporté la fête et ses célébrations au dimanche suivant en 1990.
La fête remonte au XIVe siècle et elle fut longtemps considérée (au moins jusqu'au XIXe siècle) comme la principale fête de la ville de Valence, avant d'être remplacée par les fallas. La fête du Corpus Christi de Valence a été déclarée Bien d'Intérêt Culturel Immatériel par le Conseil de la Generalité valencienne en 2010,.
Il s'agit d'une fête riche en manifestations culturelles populaires accompagnées des sons du tabalet (sorte de tambour traditionnel valencien) et de la dolçaina, où la musique joue un rôle important,.

## Histoire
L'origine de la fête à Valence remonte à 1326, lorsqu'elle apparaît dans la liste des fêtes à observer que la municipalité ordonne d'observer chaque année. La première procession générale date de 1355, à la demande de l'évêque de Valence Hug de Fenollet, et est convoquée par les jurats de la ville, où le peuple est invité à participer à la célébration religieuse. L'année suivante, la procession devient paroissiale et est effectuée en alternance jusqu'en 1372, date à laquelle elle reprend, de nouveau comme une seule procession solennelle de la ville,.
Il s'agit à l'origine d'une célébration religieuse, organisée laïquement par les forces actives de la ville, avec un objectif pédagogique, celui d'endoctriner les masses sur des thèmes et des figures de l'Ancien et du Nouveau Testament, mais il y avait dans ces représentations une intention ludique, éminemment théâtrale et carnavalesque que le public acceptait. C'est l'une des fêtes que le national-catholicisme s'est appropriée, et dont il a déformé le sens, en en faisant un évènement extrêmement « respectable » et un lieu d'ostentation des classes dominantes de la ville.
Au début de la transition démocratique, une série de réflexions critiques et importantes sont menées pour tenter de redonner son esprit originel à la célébration, par exemple celles d'Enric Llobregat en 1978. En 1981, Josep Gandia Casimiro (ca) (sous le pseudonyme Celia Camps) écrit :  
« Conviene que consultéis, si visitáis Valencia por el Corpus, el programa oficial de actos, ya que cada año se reincorporan elementos perdidos, o dejados perder. No molestaros, porque los cambios va a ser en beneficio de todos y no pretenden sino volver a la tradición. Las autoridades valencianas del franquismo no supieron ni siquiera ser conservadoras. »
« Si vous visitez Valence pour la Fête-Dieu, consultez le programme officiel des célébrations, car chaque année, des éléments perdus ou en voie de disparition sont réincorporés. N'hésitez pas, car ces changements profiteront à tous et ne visent qu'à revenir à la tradition. Les autorités valenciennes de Franco ne surent même pas être conservatrices. »